# 児神社 (小牧市)

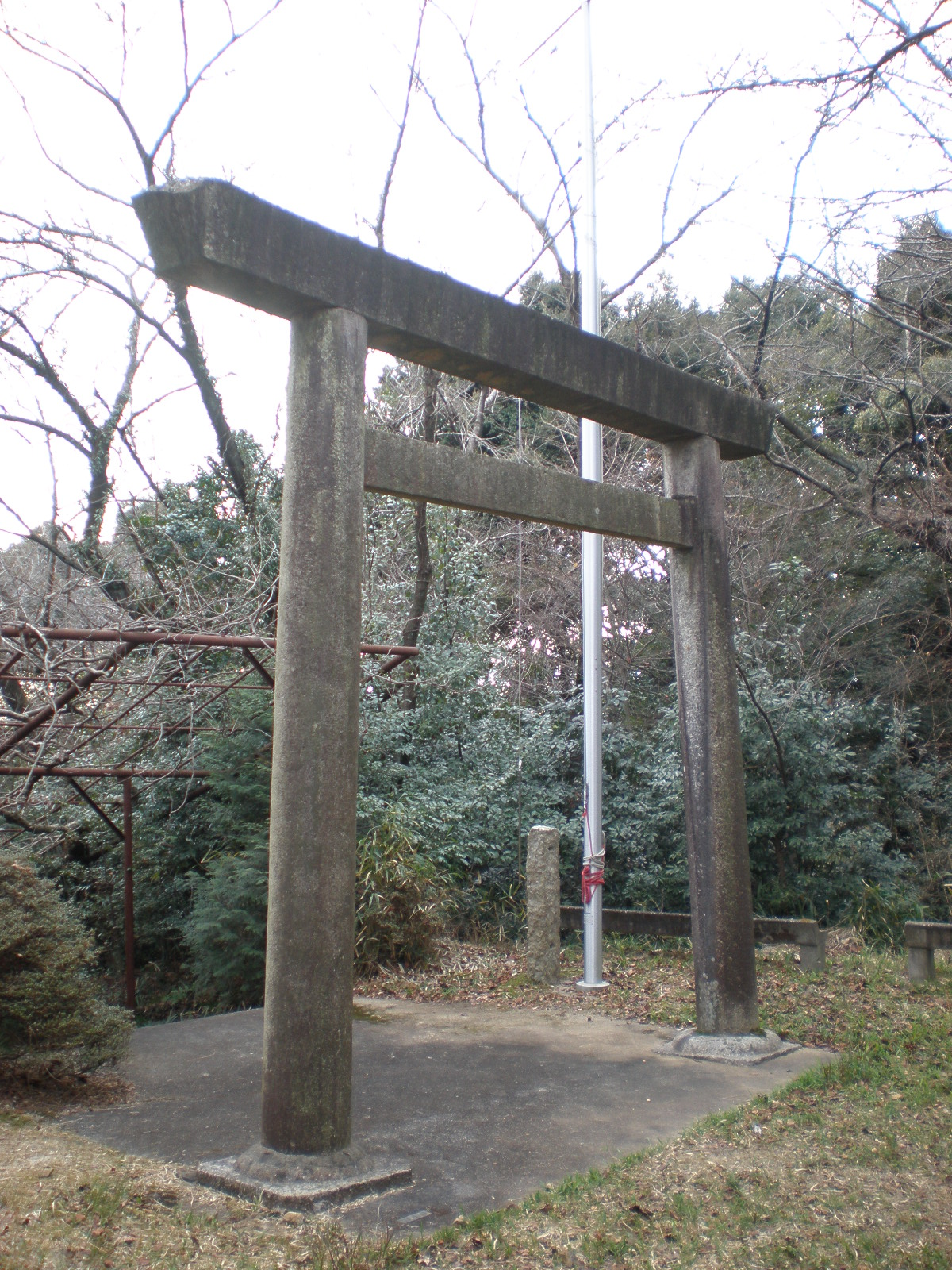
鳥居

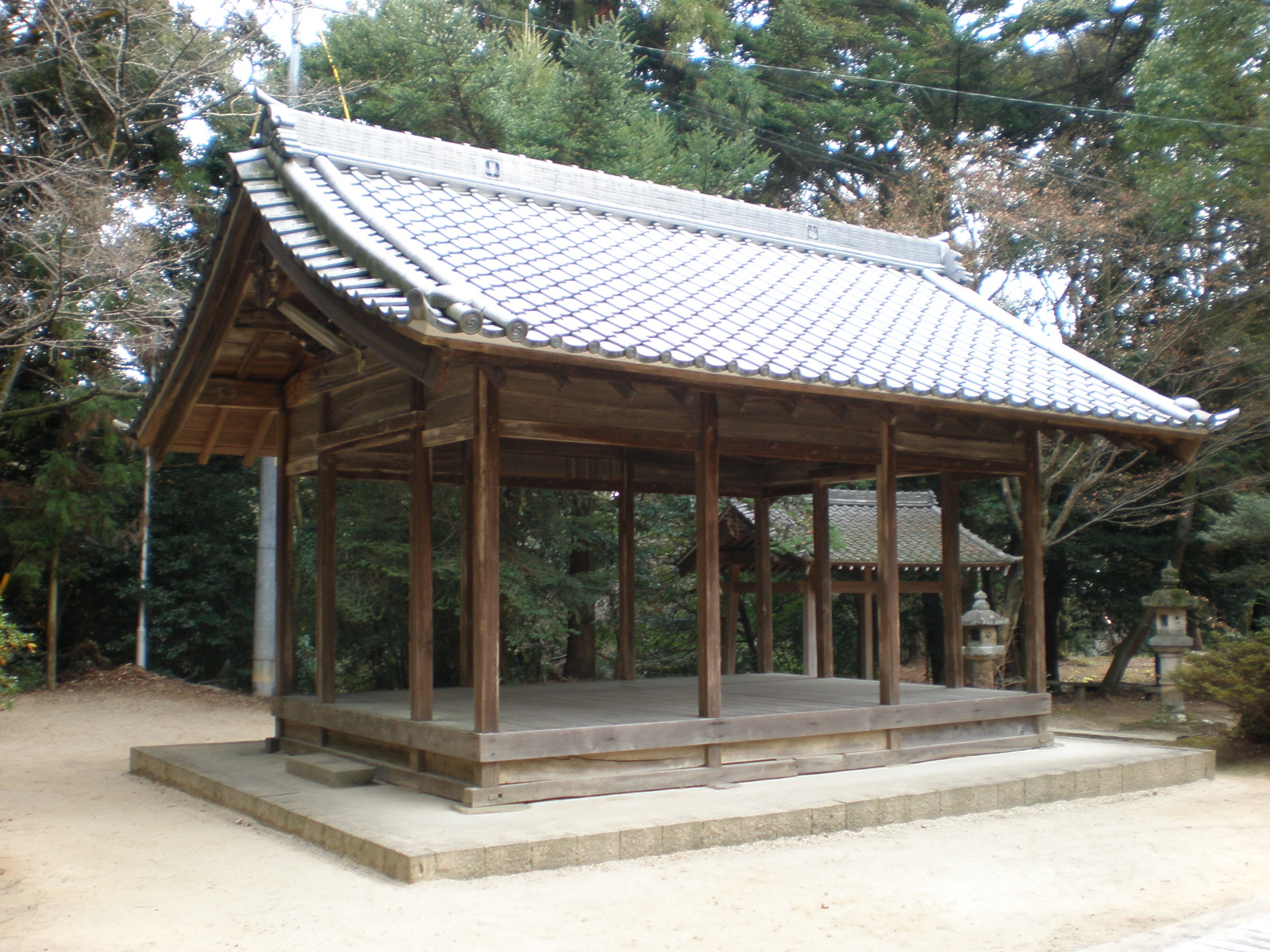
舞台

児神社（ちごじんじゃ）は、愛知県小牧市にある神社。

## 概要
小牧市東部の山中にある神社。「兒神社」（「兒」は「児」の旧字体）または「稚児神社」と表記される場合もある。祭神が子供である事から、「子宝に恵まれる」・「妊婦が安全に過ごせる」などの御利益があるとされている。参道には100本近い桜が植えられており、"桜の名所"としても知られている。

## 歴史

### 由緒
「（現在の同神社の近くにかつて存在した）正福寺が焼き討ちにあい、2人の稚児（子供の修行僧）が死亡した。その後近衛天皇が奇病にかかり、夜になると内裏に化け物が出るようになった。そのため原因を陰陽師の安部清業が占ったところ、"稚児の霊を慰めると良い"と出た。そこで彼らの霊をまつる目的で、鷹司友行朝臣が神社を建立した。」と伝えられている。なお同寺はその後衰退し、現在は塔の礎石などが残るのみである（詳細は、「大山廃寺跡」参照）。

### 年表
- 1152年（仁平2年） - 正福寺が焼き討ちにあう。
- 1155年（久寿2年） - 創建
- 1967年（昭和42年） - "小牧さくらの会"によって、参道に桜が植樹される。

## 祭神
- 多聞童子 - 正福寺の焼き討ちで亡くなった稚児。祀られる際、この名が付けられた。読みは「たもんどうじ」。
- 善玉童子 - 正福寺の焼き討ちで亡くなった稚児。祀られる際、この名が付けられた。読みは「ぜんだまどうじ」。
- 祢宜（ねぎ）

## 所在地
- 愛知県小牧市大字大山字郷島412

## 交通手段
- こまき巡回バス（こまくる）（13 野口大山線）の「児神社前（ちごじんじゃまえ）」停留所下車、徒歩で約20分。